# Mètode catàrtic
El mètode catàrtic era una tècnica psicoterapèutica dels inicis de la psicoanàlisi. Consistia a provocar un efecte terapèutic amb la purga o descàrrega d'afectes patògens units a fets traumàtics en evocar-los. Josef Breuer va crear la tècnica i la va desenvolupar en col·laboració amb Sigmund Freud a la fi del segle xix a Viena. El terme deriva del concepte filosòfic d'Aristòtil katharsis (καθάρσις), utilitzat per explicar la purificació que el teatre i altres obres d'art haurien en l'espectador.
Breuer i Freud van inventar el mètode catàrtic entre 1881 i 1895 com a teràpia contra els símptomes de les afeccions que ells diagnosticaven amb el concepte nebulós d'histèria femenina. Prèviament, Jean-Martin Charcot havia intentat demostrar, amb aplicació de la hipnosi, que aquestes alteracions tenien una causa psíquica i no orgànica. El mètode i la seua tècnica van ser il·lustrats pels dos autors al tractat Estudis sobre la histèria, publicat el 1895. S'hi explica que Breuer va ser el primer que el va emprar en una teràpia amb una pacient d'«histèria», Bertha Pappenheim (Anna O.), el 1881 i 1882. Anna O. ha passat a la història de la psicoanàlisi com un cas paradigmàtic, per l'extravagant i sorprenent varietat de símptomes que presentava. L'informe sobre la suposada desaparició dels símptomes amb l'ajut d'aquesta teràpia continua inspirar els adeptes de la psicoanàlisi. La mateixa Pappenheim hauria parlat de la teràpia de neteja de xemeneia o cura de la parla, al·ludint a aquest efecte de neteja i alliberament de l'ànim de la brutícia que la blocava. Mentrestant, «el diagnòstic d'histèria s'ha convertit en un globus ple d'aire en lloc de substància» i el concepte com a suposada malaltia mental s'ha abandonat. Estudis posteriors han mostrat que Breuer i Freud més aviat van adaptar l'informe de llurs observacions a llur teoria, i no pas la teoria a les observacions de la realitat com el necessitaria el mètode científic.